# Intrusisme
Intrusisme o intrusisme professional és l'exercici d'activitats professionals per una persona no autoritzada per a fer-ho. En alguns casos pot constituir delicte.
Es tracta de l'exercici fraudulent d'una professió sense la titulació necessària. Cal entendre dues condicions:
1. Requeriment d'una titulació professional oficial. En els oficis generalment ve donada per instituts o escoles de formació professional. En les professions són les universitats les qui concedeixen els diferents graus de formació adquirida (diplomat, llicenciat, doctorat). En alguns estats (p. ex., Espanya) el títol oficial finalment el registra i el lliura el Ministeri d'Educació.
2. Entitat reguladora i controladora de l'exercici professional. Antigament eren els gremis, en l'actualitat solen ser els col·legis professionals i, en defecte d'això, les instàncies judicials corresponents.

## Regulació legal per estats

### Espanya
El Codi Penal en el seu article 403 considera intrús «aquell que exercís actes propis d'una professió sense posseir el corresponent títol acadèmic expedit o reconegut a Espanya d'acord amb la legislació vigent, incorrerà en pena de multa de sis a dotze mesos. Si l'activitat professional desenvolupada exigís un títol oficial que acrediti la capacitació necessària i habiliti legalment per al seu exercici, i no s'estigués en possessió d'aquest títol, s'imposarà la pena de multa de tres a cinc mesos. Si el culpable, a més, s'atribuís públicament la qualitat de professional emparada pel títol referit, se li imposarà la pena de presó de sis mesos a dos anys.»
El desenvolupament legítim d'activitats professionals pels ciutadans constitueix un dels fenòmens socials que té reconeixement explícit en la Constitució Espanyola. En l'article 35 de la mateixa s'estableix el deure treballar i el dret al treball i a la lliure elecció de professió o ofici de tots els espanyols. No obstant això, aquesta proclamació del lliure exercici professional compta amb limitacions en el propi text constitucional. Segons disposa el seu article 36, la llei regularà l'exercici de les professions titulades, la qual cosa es tradueix en la restricció d'accés al desenvolupament de professions concretes a través de la normativa que regeix tot el sistema professional, bàsicament de naturalesa administrativa, però també laboral, mercantil i internacional. Conseqüència de l'establiment normatiu de determinats requisits per a la incorporació al mercat professional, el legislador tanca el sistema comminant amb sanció penal a aquells que incompleixin alguna de les exigències establertes: concretament, la relativa a posseir el títol (acadèmic o oficial), únic instrument essencial per a l'exercici de les denominades professions regulades.